# سان ماورو چیلنتو
سان ماورو چیلنتو (به ایتالیایی: San Mauro Cilento) یک کومونه در ایتالیا است که در استان سالرنو واقع شده‌است. سان ماورو چیلنتو ۱۵ کیلومتر مربع مساحت و ۹۸۵ نفر جمعیت دارد و ۵۶۰ متر بالاتر از سطح دریا واقع شده‌است.